# Дискінезія
Дискіне́зія («дис» — порушення + «кінезія» — рух) — категорія розладів руху, які характеризуються мимовільними рухами м'язів, включаючи рухи, схожі на тик або хорею, і зменшення довільних рухів. Дискінезія може бути будь-якою: від легкого тремору рук до неконтрольованих рухів верхньої частини тіла або нижніх кінцівок. Дискоординація також може виникнути всередині, особливо з дихальними м'язами, і вона часто залишається нерозпізнаною. Дискінезія є симптомом кількох медичних розладів, які розрізняються за їх основною причиною.

## Типи

### Медикаментозні дискінезії
Гостра дистонія — це тривале скорочення м'язів, яке іноді з'являється незабаром після прийому антипсихотичних препаратів. Будь-який м'яз тіла може бути уражений, включаючи щелепу, язик, горло, руки або ноги. Коли задіяні м'язи горла, цей тип дистонії називається гострим ларингоспазмом і потребує невідкладної медичної допомоги, оскільки може погіршити дихання. Старіші антипсихотики, такі як галоперидол або флуфеназин, частіше викликають гостру дистонію, ніж нові препарати. Введення високих доз антипсихотичних засобів шляхом ін'єкцій також підвищує ризик розвитку гострої дистонії.
Метамфетамін, інші амфетаміни та дофамінергічні стимулятори, включаючи кокаїн і пемолін, можуть викликати хореоатетоїдну дискінезію; поширеність, часові рамки та прогноз не встановлені. Амфетаміни також викликають різке посилення хореоатетоїдних симптомів у пацієнтів із основною хореєю, такою як хвороба Сиденхема, хвороба Гантінгтона та вовчак. Довготривале вживання амфетамінів може збільшити ризик хвороби Паркінсона: в одному ретроспективному дослідженні з більш ніж 40 000 учасників було зроблено висновок, що у тих, хто зловживає амфетамінами, загалом на 200 % вищий шанс розвитку хвороби Паркінсона порівняно з тими, хто не зловживав; ризик був набагато вищим у жінок, майже 400 %. Станом на 2017 рік залишаються деякі суперечки
Дискінезія, спричинена леводопою, спостерігається у пацієнтів із хворобою Паркінсона, які тривалий час приймали леводопу. Вона зазвичай спочатку з'являється на стопі на найбільш ураженій стороні тіла. Існує три основні типи, які можна класифікувати на основі їх перебігу та клінічних проявів після перорального прийому леводопи: дистонія поза періодом (виникає до досягнення повного ефекту леводопи), двофазна дискінезія (виникає на підйомі чи спаді рівня леводопи в плазмі) та дискінезія пікової дози.

### Хронічна або пізня
Дискінезія з пізнім початком, також відома як пізня дискінезія, виникає після тривалого лікування антипсихотичними препаратами, такими як галоперидол (Haldol) або амоксапін (Asendin). Симптоми включають тремор і звивисті рухи тіла та кінцівок, а також ненормальні рухи обличчя, рота та язика – включаючи мимовільне цмокання губами, повторюване надуття губ і висунення язика. 
Синдром кролика є іншим типом хронічної дискінезії, тоді як орофаціальна дискінезія може бути пов'язана з постійною реплікацією вірусу простого герпесу типу 1.

### Немоторна
Два інших типи, первинна циліарна дискінезія та дискінезія жовчовивідних шляхів, спричинені певними видами неефективного руху тіла і не є руховими розладами.